# Alice Barnett (Komponistin)
Alice Barnett (geb. 26. Mai 1886 in Lewistown in Illinois; gest. 28. August 1975 in San Diego) war eine US-amerikanische Komponistin und Musikpädagogin.

## Leben
Barnett lernte das Klavierspiel bei Felix Borowski und Rudolf Ganz am Chicago Musical College, später bei Heniot Levy und Adolf Weiding am American Conservatory in Chicago. Sie studierte Komposition bei Wilhelm Middelschulte in Chicago und danach in Berlin bei Hugo Kaun.
1917 kehrte sie in die Vereinigten Staaten zurück nach San Diego, wo sie bis 1926 unterrichtete. Sie half mit bei der Gründung der Oper in San Diego und dem Civo Symphonic Orchestra, wo sie vierzig Jahre lang als Dirigentin arbeitete. Sie komponierte über 60 Lieder. Von diesen wurden zwischen 1906 und 1932 49 Lieder von G. Schirmer und Summy veröffentlicht.
Ihre Lieder zeugen von ihrem lyrischen Talent, sicherem Klanggespür und trotz ihrer deutschen Ausbildung einem großen Einfluss der französischen Harmonie. Sie sind oft exotisch und farbenfroh wie The Bells of Oseney (1924) und In a Gondola (1920). Sie ist für die Qualität ihrer Lieder bekannt, darunter Panels from a Chinese Screen (1924), Harbor Lights (1927) und Nirvana (1932). Außerdem vertonte sie Gedichte von Robert Louis Stevenson, Goethe und Heinrich Heine.
Sie schrieb ebenfalls Instrumentalmusik, darunter un trio pour piano (1920) und Effective Violin Solos (1924).
Barnett beendete ihre Arbeit als Komponistin Ende der 1930er, während sie weiterhin in San Diego arbeitete. Ihre Manuskripte sind im Besitz der San Diego Historical Society.

## Werke
- In a Gondola (1920)
- Trio pour piano (1920)
- The Bells of Oseney (1924)
- Panels froms a Chinese Screen (1924)
- Effective Violin Solos (1924)
- Harbor Lights (1927)
- Nirvana (1932)
- Requiem
- Another hour with thee
- Twas in the glorious month of may
- Evening
- At Twilight
- Indian Serenade
- In May